# 기원전 9세기
기원전 9세기는 기원전 900년부터 기원전 801년까지를 말한다.

## 주요 사건
- 기원전 853년 - 신아시리아 제국과 이스라엘 11왕 연합군 사이에 카르카르 전투 발발.
- 기원전 818년 - 이집트 제23왕조 시작.

## 주요 인물
- 호메로스, 헤시오도스 활동 시기

## 발명, 발견, 과학사
- 일리아스=호메로스 저

## 년대와 년도
| 기원전 900년대 | 전909 | 전908 | 전907 | 전906 | 전905 | 전904 | 전903 | 전902 | 전901 | 전900 |
| 기원전 890년대 | 전899 | 전898 | 전897 | 전896 | 전895 | 전894 | 전893 | 전892 | 전891 | 전890 |
| 기원전 880년대 | 전889 | 전888 | 전887 | 전886 | 전885 | 전884 | 전883 | 전882 | 전881 | 전880 |
| 기원전 870년대 | 전879 | 전878 | 전877 | 전876 | 전875 | 전874 | 전873 | 전872 | 전871 | 전870 |
| 기원전 860년대 | 전869 | 전868 | 전867 | 전866 | 전865 | 전864 | 전863 | 전862 | 전861 | 전860 |
| 기원전 850년대 | 전859 | 전858 | 전857 | 전856 | 전855 | 전854 | 전853 | 전852 | 전851 | 전850 |
| 기원전 840년대 | 전849 | 전848 | 전847 | 전846 | 전845 | 전844 | 전843 | 전842 | 전841 | 전840 |
| 기원전 830년대 | 전839 | 전838 | 전837 | 전836 | 전835 | 전834 | 전833 | 전832 | 전831 | 전830 |
| 기원전 820년대 | 전829 | 전828 | 전827 | 전826 | 전825 | 전824 | 전823 | 전822 | 전821 | 전820 |
| 기원전 810년대 | 전819 | 전818 | 전817 | 전816 | 전815 | 전814 | 전813 | 전812 | 전811 | 전810 |
| 기원전 800년대 | 전809 | 전808 | 전807 | 전806 | 전805 | 전804 | 전803 | 전802 | 전801 | 전800 |
| 기원전 790년대 | 전799 | 전798 | 전797 | 전796 | 전795 | 전794 | 전793 | 전792 | 전791 | 전790 |